# Pedro Biker
Pedro Biker (døbt Max Petersen de Andrade Corro Barroso Judice, 4. januar 1925 i Lissabon – 17. maj 1973 i Faaborg) var en dansk musiker, sanger og tv-medarbejder. Han blev født i Portugal, men kom som barn til Danmark.
Fra 1943 – i en alder af kun 18 år – fik han chancen som trommeslager i den jævnaldrende Bent Fabricius-Bjerres orkester og mange år senere optrådte han som sanger i Ib Glindemanns orkester. Glindemanns orkester blev tilknyttet som big band på reklameradioen Radio Mercur, og der blev Pedro Biker ved et tilfælde opdaget som radiostemme, da han lagde stemme til det kendte signal "De Lytter til Radio Mercur". Ind imellem var han ansat som programvært på Radio Mercur, og han blev også hyret som vært på Danmarks Radios nye program 3, kaldet Melodiradioen, der startede 1. januar 1963 efter Mercurs lukning. I 1960'erne indspillede han desuden et par LP'er sammen med en håndfuld danske jazzmusikere (heriblandt en meget ung NHØP), og et par stykker af dem er genudgivet på CD i 2006 (Universal Music).
I 1970 fik han et stort dansktop-hit med Burt Bacharachs Raindrops keep falling on my head, Regndråber drypper i mit hår, der stadigvæk regnes for Bikers mest populære indspilning.
På Danmarks Radio var han fra 1968 oplæser/studievært på tv-avisen.
Pedro Biker er far til Peter Biker, der ligeledes er musiker.